# Gustav Thöni
 (février 2019).
Si vous disposez d'ouvrages ou d'articles de référence ou si vous connaissez des sites web de qualité traitant du thème abordé ici, merci de compléter l'article en donnant les références utiles à sa vérifiabilité et en les liant à la section « Notes et références ».
Gustav Thöni, parfois italianisé en Gustavo Thoeni, né le 28 février 1951 à Trafoi, est un ancien skieur alpin italien dont la carrière sportive s'étend de 1969 à 1980 au niveau international. S'alignant dans toutes les disciplines, mais brillant particulièrement en slalom, géant et combiné, Il remporte quatre fois le classement général de la Coupe du monde, ce qui fait de lui l'italien le plus couronné dans cet exercice, cinq titres mondiaux et trois médailles olympiques dont l'or du slalom géant à Sapporo en 1972. Au cours des années 1970, Il est le principal rival d'Ingemar Stenmark. 

## Biographie

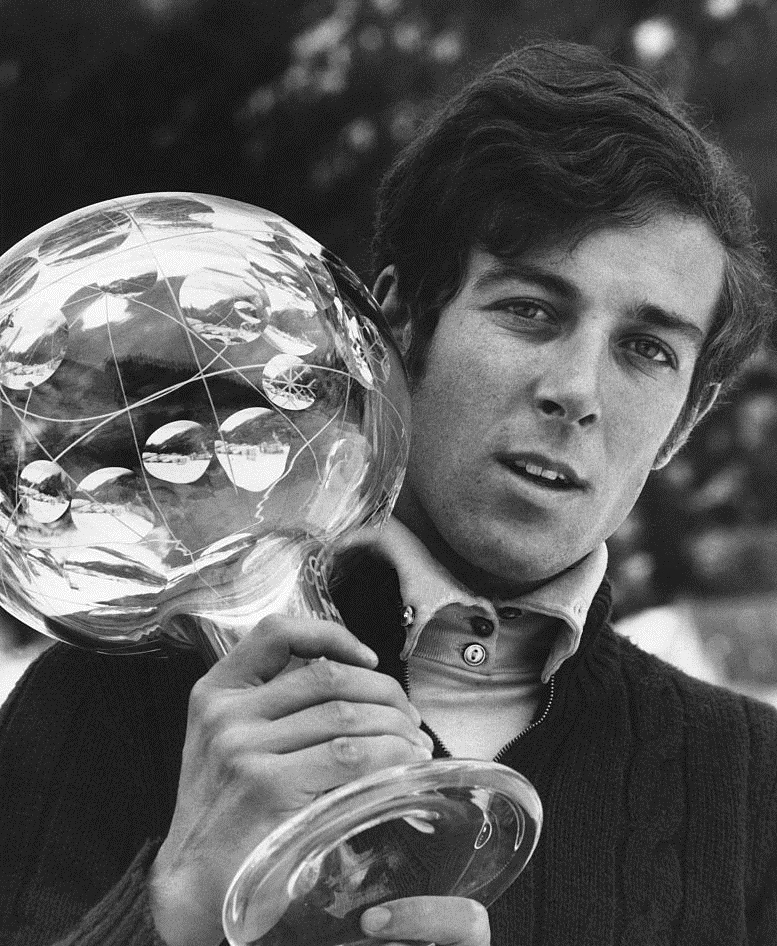
Gustav Thöni en 1972.

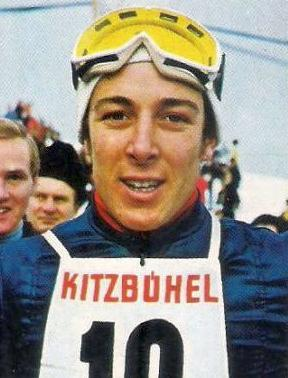
Gustavo Thoeni en 1973.

Il s'est notamment illustré dans les disciplines techniques du slalom et du slalom géant. 
Fils de Georg Thöni, instituteur de village qui avait dû abandonner sa propre carrière sportive à cause de la guerre, Gustav grandit avec son cousin Roland Thöni, qui a 6 semaines de plus que lui, dans le petit village de montagne de Trafoi, au pied du Stilfser Joch. Ses parents possèdent une maison d'hôtes et gèrent également un téléski. Son père reconnaît et encourage le talent de son fils, mais veille également à ce qu'il reçoive une bonne éducation : après l'école primaire, Gustav Thöni fréquente l'internat du lycée de Mérano, puis une école de commerce. 
Il fait ses débuts en Coupe du monde en 1969 en remportant d'entrée sa première victoire lors du slalom géant de Val d'Isère. Au cours de sa carrière, il gagne trois médailles olympiques - un titre en slalom géant en 1972 et deux médailles d'argent en slalom en 1972 et 1976 - et sept médailles aux Championnats du monde dont cinq titres (le slalom géant en 1972 et 1974, le slalom en 1974 et le combiné en 1972 et 1976).
En Coupe du monde, Gustav Thöni a couru pendant onze saisons. Il a obtenu 24 victoires et 69 podiums. Il totalise quatre gros globes de cristal (1971, 1972, 1973 et 1975), deux petits globes de cristal en slalom (1973 et 1974) et trois petits globes de cristal en slalom géant (1970, 1971 et 1972). Hormis lui, seuls Piero Gros et Alberto Tomba (dont Thöni fut l'entraîneur personnel entre 1989 et 1996) ont remporté le gros globe de cristal en tant qu'Italiens.

## Hommage
Le 7 mai 2015, en présence du président du Comité national olympique italien (CONI), Giovanni Malagò, a été inauguré  le Walk of Fame du sport italien dans le parc olympique du Foro Italico de Rome, le long de Viale delle Olimpiadi. 100 tuiles rapportent chronologiquement les noms des athlètes les plus représentatifs de l'histoire du sport italien. Sur chaque tuile figure le nom du sportif, le sport dans lequel il s'est distingué et le symbole du CONI. L'une de ces tuiles lui est dédiée .

## Palmarès

### Jeux olympiques
| Épreuve / Édition   | Descente | Slalom géant | Slalom |
| ------------------- | -------- | ------------ | ------ |
| JO 1972 Sapporo     | 13e      | Or           | Argent |
| JO 1976 Innsbruck   | 26e      | 4e           | Argent |
| JO 1980 Lake Placid | —        | —            | 8e     |

### Championnats du monde
| Épreuve / Édition                    | Descente    | Slalom géant | Slalom  | Combiné     |
| Mondiaux 1970 Val Gardena            | —           | Abandon      | 4e      | —           |
| Mondiaux 1972 Sapporo                | 13e         | Or           | Argent  | Or          |
| Mondiaux 1974 Saint-Moritz           | Non-partant | Or           | Or      | Non-partant |
| Mondiaux 1976 Innsbruck              | 26e         | 4e           | Argent  | Or          |
| Mondiaux 1978 Garmisch-Partenkirchen | 12e         | 24e          | Abandon | Abandon     |
| Mondiaux 1980 Lake Placid            | —           | —            | 8e      | —           |

### Coupe du monde
- Vainqueur du classement général en 1971, 1972, 1973 et 1975
  - Vainqueur de la coupe du monde de géant en 1970, 1971 et 1972
  - Vainqueur de la coupe du monde de slalom en 1973 et 1974
  - 24 victoires : 11 géants, 8 slaloms, 4 combinés et 1 parallèle
  - 69 podiums

#### Différents classements en Coupe du monde
| Année/Classement | Année/Classement | Général | Général | Descente | Descente | Slalom géant | Slalom géant | Slalom | Slalom | Combiné | Combiné |
| ---------------- | ---------------- | ------- | ------- | -------- | -------- | ------------ | ------------ | ------ | ------ | ------- | ------- |
| Année/Classement | Année/Classement | Class.  | Points  | Class.   | Points   | Class.       | Points       | Class. | Points | Class.  | Points  |
| 1970             | 1970             | 3e      | 140     | -        | -        | 1er          | 75           | 4e     | 65     | -       | -       |
| 1971             | 1971             | 1er     | 155     | 13e      | 15       | 1er          | 70           | 2e     | 70     | -       | -       |
| 1972             | 1972             | 1er     | 154     | 17e      | 4        | 1er          | 84           | 4e     | 66     | -       | -       |
| 1973             | 1973             | 1er     | 166     | -        | -        | 4e           | 55           | 1er    | 110    | -       | -       |
| 1974             | 1974             | 2e      | 165     | -        | -        | 3e           | 85           | 1er    | 80     | -       | -       |
| 1975             | 1975             | 1er     | 250     | 9e       | 39       | 4e           | 60           | 2e     | 99     | -       | -       |
| 1976             | 1976             | 3e      | 190     | -        | -        | 2e           | 82           | 3e     | 58     | 2e      | 82      |
| 1977             | 1977             | 6e      | 145     | -        | -        | 10e          | 29           | 5e     | 63     | -       | -       |
| 1978             | 1978             | 26e     | 22      | 23e      | 4        | 10e          | 17           | 22e    | 4      | -       | -       |
| 1979             | 1979             | 9e      | 92      | -        | -        | 20e          | 26           | 9e     | 64     | -       | -       |
| 1980             | 1980             | 51e     | 18      | -        | -        | -            | -            | 18e    | 18     | -       | -       |

#### Détail des victoires
| Édition / Épreuve | Slalom géant                          | Slalom                               | Combiné                          | Parallèle   | Total |
| 1970              | Val-d'Isère Madonna di Campiglio (x2) | Hindelang                            |                                  |             | 4     |
| 1971              | Sugarloaf Heavenly Valley             | Madonna di Campiglio Heavenly Valley |                                  |             | 4     |
| 1972              | Heavenly Valley                       |                                      |                                  |             | 1     |
| 1973              | Adelboden                             | Sankt Anton Mont Sainte-Anne         |                                  |             | 3     |
| 1974              | Adelboden Voss                        | Vysoke Tatry                         |                                  |             | 3     |
| 1975              |                                       | Chamonix Sun Valley                  | Wengen Kitzbühel Megève/Chamonix | Val Gardena | 6     |
| 1976              | Val-d'Isère Adelboden                 |                                      |                                  |             | 2     |
| 1977              |                                       |                                      | Kitzbühel                        |             | 1     |
| Total             | 11                                    | 8                                    | 4                                | 1           | 24    |

### Arlberg-Kandahar
- K de diamant
- Vainqueur du Kandahar 1973 à Sankt Anton et 1975 à Megève/Chamonix
- Vainqueur des slaloms 1973 à Sankt Anton et 1975 à Chamonix